# Brickellia lanata
Brickellia lanata là một loài thực vật có hoa trong họ Cúc. Loài này được (DC.) A.Gray mô tả khoa học đầu tiên năm 1852.